# Оушън Хайтс I
Оушън Хайтс I е небостъргач, намиращ се в град Дубай, ОАЕ.
При завършването на сградата е планирано да има 82 етажа и да е висока 310 метра. Строителството е завършено през 2010 година.
Зданието е част от комплекса „Оушън Хайтс“. Втората сграда в комплекса е проектирана с височина 460 метра и 105 етажа.